# Arreton Down
Arreton Down hay Hạ Arreton là một địa điểm được quan tâm sinh học đặc biệt có diện tích 29,77 ha trên đảo Wight, ban đầu được chỉ định vào năm 1979 vì lợi ích địa chất và sau đó được đổi lại vào năm 1987, chỉ vì lợi ích sinh học.

## Arreton Down Hoard
Một nơi lưu trữ quan trọng trong Thời đại đồ đồng đã được tìm thấy trên Arreton Down vào thế kỷ thứ XVIII. Bao gồm 7 đầu giáo, 4 rìu, 1 dao găm và 1 thanh kiếm bằng đồng, nó thuộc sở hữu của Hans Sloane, ông đã đưa nó đến Bảo tàng Anh vào năm 1753.